# Німецька галерея Ґуґґенгайма

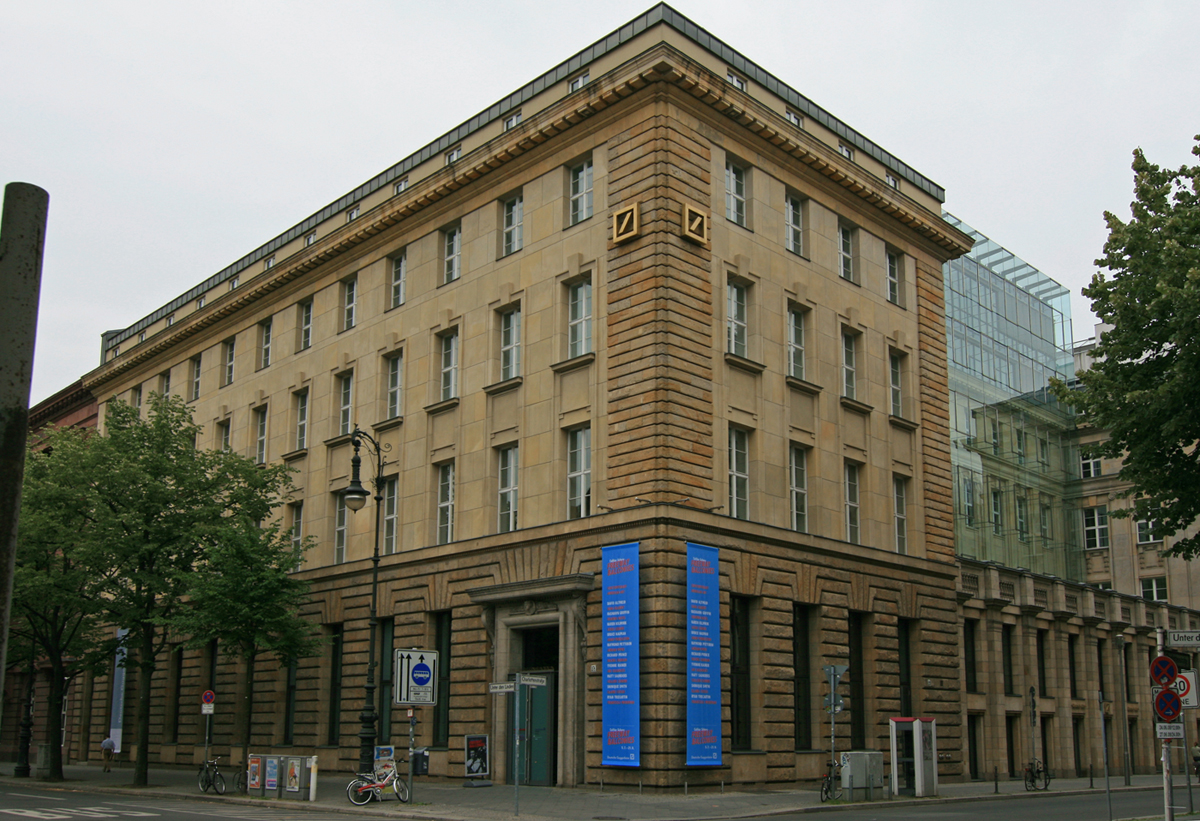
Німецький музей Ґуґґенгайма

Музей «Дойче Ґуґґенгайм» Deutsche Guggenheim — художній музей у Берліні, Німеччина, що працював з 1997 до 2013 року. Він розташовувався на першому поверсі будівлі «Дойче банку» на бульварі Унтер-ден-Лінден.
Музей був створений у співпраці Фонду Соломона Р. Ґуґґенгайма та Deutsche Bank, який володіє найбільшою у світі корпоративною збіркою мистецтва. Площа музею 350 м², виставковий простір спроєктував американський архітектор Річард Ґлюкман.

## Історія та будівля
У 1993 році, за рік до виведення американських військ з міста, до тодішнього директора Фонду Соломона Р. Ґуґґенгайма Томаса Кренса звернувся Річард К. Голбрук, тодішній посол США в Німеччині, з ідеєю створення берлінського відділення музею. Музей відкрився в листопаді 1997 року, лише через місяць після відкриття Музею Ґуґґенгайма в Більбао.
Скромна Берлінська галерея займала кут першого поверху будівлі Deutsche Bank, будівлі з пісковику, збудованої в 1920 році. Виставковий простір складався з однієї галереї довжиною 50 метрів, шириною 8 метрів та висотою 6 метрів. Ґлюкман спроєктував галерею в мінімалістичному стилі.
Після 15 років роботи, Deutsche Guggenheim закрився у лютому 2013 року. Через два місяці Deutsche Bank знову відкрив цей об'єкт під назвою Deutsche Bank KunstHalle, щоб демонструвати спільні проєкти сучасного мистецтва з незалежними кураторами, міжнародними музеями-партнерами та культурними установами, а також виставки робіт з колекції мистецтва Deutsche Bank. Під патронатом Міністерства культури Італії, у 2016 році Deutsche Bank отримав від pptArt нагороду Corporate Art Award за найкращу «Корпоративну колекцію». Deutsche Bank KunstHalle закрився у 2018 році, а колекцію мистецтва було перенесено до «Palais Populaire» у палаці Принцес.

## Виставки
Галерея, що повністю фінансувалася Deutsche Bank, проводила чотири виставки щороку, доповнені освітніми програмами. Її перша виставка, що відбулася в 1997 році, мала назву «Робер Делоне: Бачення Парижа». Однак її основною метою було замовляти важливі нові роботи сучасних художників, які потім увійшли б до колекції Ґуґґенгайма. Принаймні раз на рік одному митцю замовляли створення нової роботи спеціально для виставкового простору. Замовлення включали картини Джеймса Розенквіста та Джеффа Кунса, фотографії Гіроші Суґімото, Джона Балдессарі та Джеффа Волла, скульптури Рейчел Вайтрід та масштабні інсталяції Ґергарда Ріхтера, Ганне Дарбовен, Лоренса Вайнера, Фібі Вошберн, Ґабріеля Ороско та Аніша Капура.
За рекомендацією Глобальної консультативної ради з питань мистецтва Deutsche Bank, з 2010 по 2012 рік банк щороку вшановував молодого митця, який був представлений на великій персональній виставці в музеї Ґуґґенгайма. Остання виставка музею, що проходила з листопада 2012 року до лютого 2013 року, включала натюрморти Пабло Пікассо та Поля Сезанна, пейзажі Вінсента ван Гога та Клода Моне, абстрактні картини Франца Марка та Василя Кандинського, а також скульптури Едґара Деґа, Александра Колдера та Костянтина Бранкуші. Виставка під назвою «Бачення сучасності» та роботи Делоне мала на меті стати «заключним етапом до першої виставки Німецького музею Ґуґґенгайма».